# Dmytro Charczenko
Dmytro Serhijowycz Charczenko, ukr. Дмитро Сергійович Харченко (ur. 12 maja 1989 w Zaporożu) – ukraiński piłkarz i futsalista, grający na pozycji pomocnika.

## Kariera piłkarska
Wychowanek Szkoły Sportowej Metałurh Zaporoże, barwy którego bronił w juniorskich mistrzostwach Ukrainy (DJuFL). W 2006 rozpoczął karierę piłkarską w drużynie Enerhija Jużnoukraińsk. Latem 2010 został zaproszony do Tawrii Symferopol, ale występował głównie w zespołach młodzieżowych.
Karierę w futsalu zaczynał w 2013 od gry w drużynie Imeks Zaporoże. W rundzie wiosennej sezonu 2013/2014 dołączył do klubu występującego w polskiej Futsal Ekstraklasie - Red Devils Chojnice. W sezonie 2014/2015 z chojnicką drużyną dotarł do półfinału Pucharu Polski, w którym strzelił bramkę, lecz jego drużyna ostatecznie przegrała 2:4 z Rekordem Bielsko-Biała. Po tym sezonie z Ukraińcem nie został przedłużony kontrakt z powodu ograniczeń dotyczących zawodników spoza Unii Europejskiej w ekstraklasie. W sezonie 2015/2016 bronił barw Prodeximu Chersoń. Od sezonu 2017/2018 jest zawodnikiem ARPI Zaporoże.

## Statystyki występów w polskiej lidze
| Sezon   | Klub                | Kraj   | Rozgrywki          | Mecze | Bramki |
| ------- | ------------------- | ------ | ------------------ | ----- | ------ |
| 2013/14 | Red Devils Chojnice | Polska | Futsal Ekstraklasa | 11    | 4      |
| 2014/15 | Red Devils Chojnice | Polska | Futsal Ekstraklasa | 21    | 12     |